# Икоме Сако, Самуэль
Самуэ́ль Ико́ме Са́ко (англ. Samuel Ikome Sako; род. 28 августа 1966) — амбазонский политик. Второй избранный президент непризнанного государства Федеративная Республика Амбазония.

## До президентства
Обладал и обладает лицензией консультанта по ценным бумагам в США, за счёт чего и получает довольно значимой частью своих доходов. С 2011 года генеральный директор Powerhouse Foundation Inc. С 1998 года лидер так называемого Гражданского Общества в Амбазонии, колумнист в 1992—2000 годах. С 2008 года почётный президент камерунского и центральноафриканского отделения Международного совета по гуманитарным вопросам сообщества (работая в сотрудничестве с Координационным комитетом Организации Объединенных Наций по гуманитарным вопросам — УГКВ). В 2013 году президент колледжа Библии и теологической семинарии Тринити.

## Президентство
После того, как Сако был назначен временным президентом, одним из первых приоритетов на его посту стало объединение сепаратистских группировок на местах под одним знаменем. В марте 2018 года Временное правительство создало Совет самообороны Амбазонии — зонтичную организацию, в которую должны были войти все сепаратистские ополчения. В то время как Силы самообороны Амбазонии отказались войти в её состав, многие другие ополченцы присоединились и стали его частью.
В своей заключительной речи от 31 декабря 2018 года, Сако заявил, что сепаратисты перейдут от оборонительной стратегии на наступательную. Он объявил, что будет создано мобильное крыло полиции с целью захвата и удержания территории, а также разгрома проправительственных ополченцев. Он также пообещал принять меры против всех, кто причастен к похищениям мирных жителей, включая сепаратистские элементы.
31 марта 2019 года, Сако созвал I-ю Всенародную конференцию Южного Камеруна на территории Вашингтона, округа Колумбия, где был образован Южно-Камерунский освободительный комитет, объединяющий политические структуры сепаратистов.
2 мая 2019 года в документе, подписанном Аюком Табе, говорилось, что временный кабинет под руководством Сако был распущен и что его собственный кабинет до ареста был восстановлен. В документе выражается признание работы, проделанной кабинетом под руководством Сако, но утверждается, что распри сделали его непригодным для функционирования.  В том же заявлении говорилось, что Сако пока останется исполняющим обязанности президента и что они будут искать нового лидера и сообщат кандидатуру через три месяца. Этот шаг не был признан кабинетом министров во главе с Сако, который отказался уйти в отставку. В июне 2019 года Совет по восстановлению Амбазонии объявил Аюку Табе импичмент за «государственное предательство». Это развитие событий осудил Аяба Чо Лукас из Управляющего совета Амбазонии, который поддержал Аюка Табе, несмотря на то, что он был соперником Временного Правительства.
В июне 2019 года Сако подтвердил, что Временное правительство ведет переговоры с правительством Камеруна.
В ноябре 2019 года на выборах президента выборщики от округов и правительства избрали Сако новым президентом Амбазонии, так как двухлетний срок Аюка Табе с ноября 2017 года подошёл к концу.
В феврале 2022 года, исполнительной ветвью власти — Советом по восстановлению Амбазонии — ему был объявлен импичмент.